# Вибори до Вінницької обласної ради 2010
Вибори до Вінницької обласної ради 2010 — вибори до Вінницької обласної ради, що відбулися 31 жовтня 2010 року. Вибори пройшли за змішаною системою.

## Результати виборів

### Голосування за списки партій
Загалом Вінницька обласна виборча комісія зареєструвала 37 партій на вибори до обласної ради. Серед них подолали виборчий 3% бар'єр

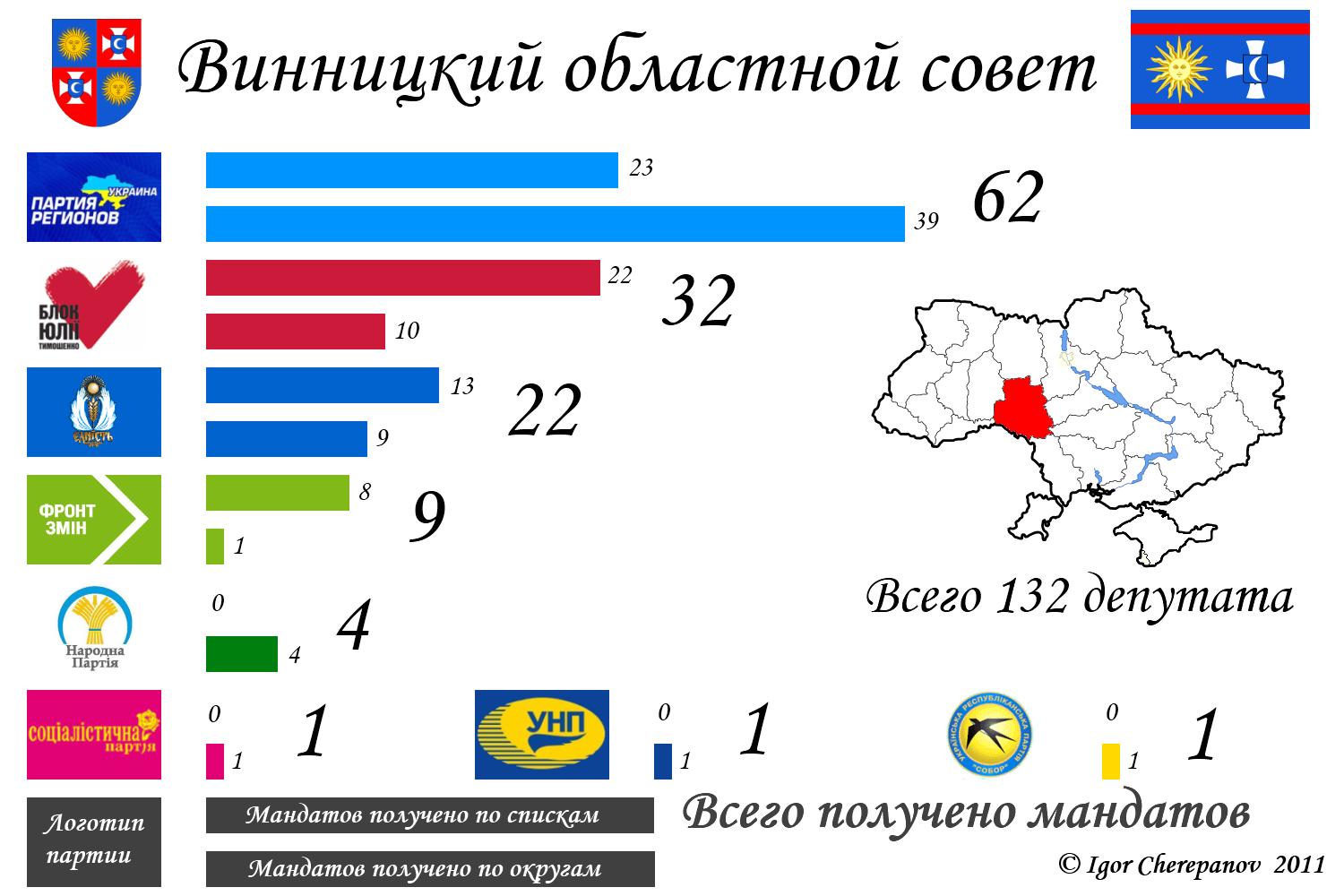
Результати виборів до Вінницької обласної ради

| № | Партія чи блок                     | Голосів «За» | У %   | +/- відсотків у порівнянні з попередніми виборами | Місць |
| - | ---------------------------------- | ------------ | ----- | ------------------------------------------------- | ----- |
| 1 | Партія Регіонів                    |              | 20,68 | +15,54                                            | 23    |
| 2 | Батьківщина                        |              | 20,34 | -9,29                                             | 22    |
| 3 | Єдність                            |              | 12,22 |                                                   | 13    |
| 4 | «Фронт Змін»                       |              | 7,28  |                                                   | 8     |
|   | Комуністична партія України        |              | 2,96  |                                                   | 0     |
|   | Всеукраїнське об'єднання «Свобода» |              | 2,95  |                                                   | 0     |
|   | УДАР                               |              | 2,74  |                                                   | 0     |
|   | Сильна Україна                     |              | 2,60  |                                                   | 0     |
|   | Народна партія                     |              | 2,14  |                                                   | 0     |
|   | Проти всіх                         |              | 10,37 | —                                                 | —     |
|   | Недійсні бюлетені                  |              |       | —                                                 | —     |
|   | В цілому (явка 55,73%)             | 719553       | 100%  |                                                   |       |

### Одномандатні округи
| № | Партія           | Здобуто місць |
| - | ---------------- | ------------- |
| 1 | Партія регіонів  | 39            |
| 2 | ВО "Батьківщина" | 10            |
| 3 | партія "Єдність" | 9             |
| 4 | Народна партія   | 4             |
| 5 | СПУ              | 1             |
| 6 | "Фронт змін"     | 1             |
| 7 | УНП              | 1             |
| 8 | УРП "Собор"      | 1             |

### Загальні підсумки здобутих партіями місць
| № | Партія           | Здобуто місць |
| - | ---------------- | ------------- |
| 1 | Партія регіонів  | 62            |
| 2 | ВО "Батьківщина" | 32            |
| 3 | партія "Єдність" | 22            |
| 4 | "Фронт змін"     | 9             |
| 5 | Народна партія   | 4             |
| 6 | СПУ              | 1             |
| 7 | УНП              | 1             |
| 8 | УРП "Собор"      | 1             |
|   | Усього           | 130           |

## Зовнішні посилання
- Офіційна сторінка Вінницької обласної ради [Архівовано 19 листопада 2012 у Wayback Machine.]
- Сторінка ЦВК України щодо місцевих виборів 2010
- Офіційні результати виборів депутатів Вінницької обласної ради [Архівовано 8 грудня 2015 у Wayback Machine.]